# Asbecesta antennalis
Asbecesta antennalis es un coleóptero de la familia Chrysomelidae.
Fue descrita científicamente por primera vez en 1912 por Julius Weise.